# Puez-Geisler-Gruppe

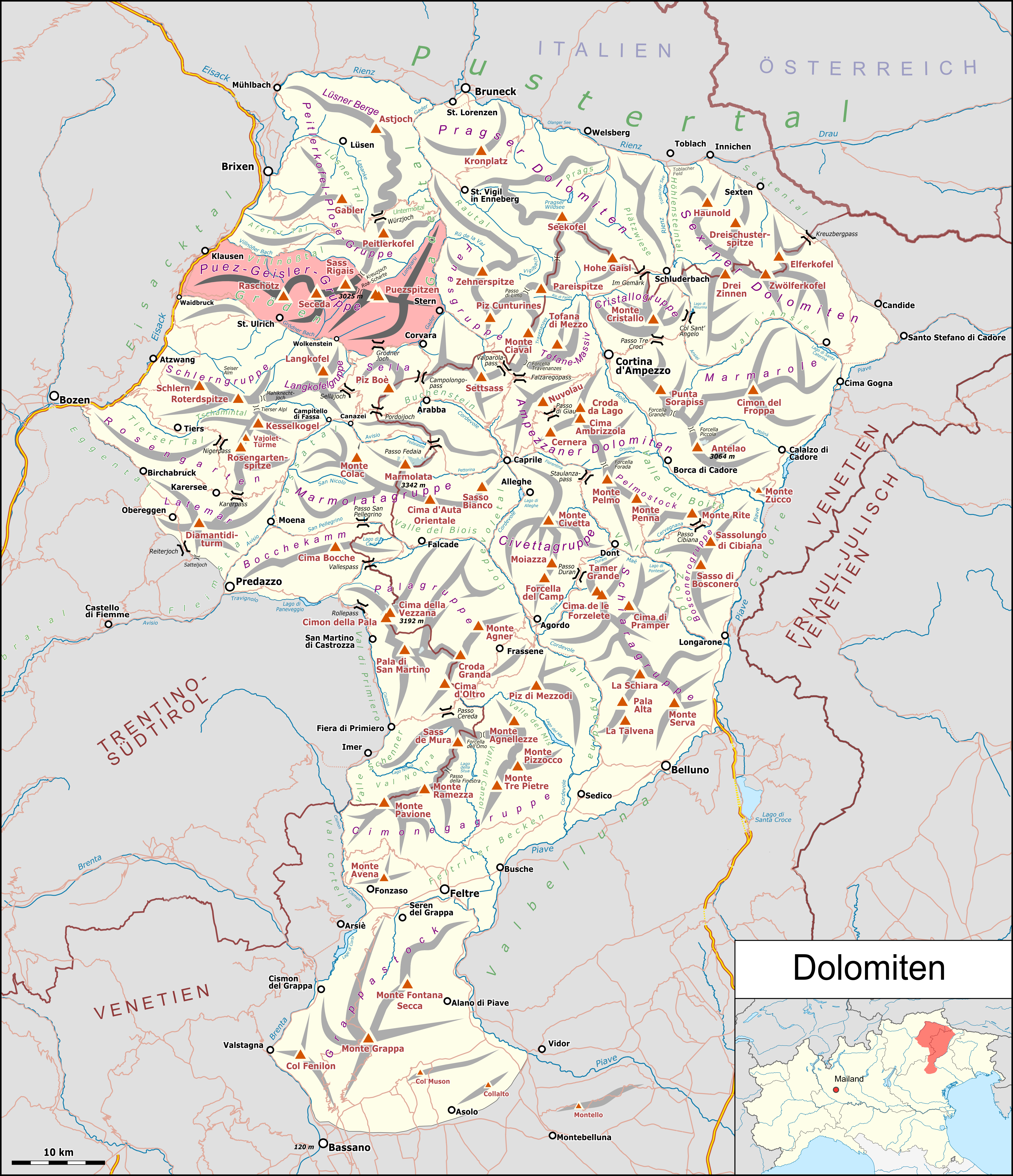

Puez-Geisler-Gruppe oder Geisler-Puez-Gruppe ist eine zusammenfassende Bezeichnung für zwei Gebirgsgruppen in den Dolomiten, die im Naturpark Puez-Geisler unter Schutz gestellt wurden. Sie gliedert sich in: 
- die Geislergruppe im Westen,
- die Puezgruppe im Osten.